# Episodi di A proposito di Brian (seconda stagione)
La seconda ed'ultima stagione della serie televisiva A proposito di Brian è andata in onda negli Stati Uniti d'America dal 9 ottobre 2006 al 26 marzo 2007 sul canale ABC. In Italia è stata trasmessa sul satellite da Fox Life e in chiaro da Rai 2 dal 9 giugno 2008 al 3 luglio 2008.
| nº | Titolo originale                      | Titolo italiano               | Prima TV USA     | Prima TV Italia  |
| -- | ------------------------------------- | ----------------------------- | ---------------- | ---------------- |
| 1  | What About Second Chances...          | La seconda possibilità        | 9 ottobre 2006   | 19 febbraio 2007 |
| 2  | What About The Wedding...             | Il giorno delle nozze         | 16 ottobre 2006  | 26 febbraio 2007 |
| 3  | What About Denial...                  | L'arte del negare             | 23 ottobre 2006  | 5 marzo 2007     |
| 4  | What About the Fish...                | Il pesce rosso                | 30 ottobre 2006  | 12 marzo 2007    |
| 5  | What About Angelo's Ashes...          | Le ceneri di Angelo           | 13 novembre 2006 | 19 marzo 2007    |
| 6  | What About What Was Supposed to Be... | Ciò che avrebbe dovuto essere | 20 novembre 2006 | 26 marzo 2007    |
| 7  | What About First Steps...             | Primi passi                   | 4 dicembre 2006  | 2 aprile 2007    |
| 8  | What About Secrets...                 | Segreti                       | 11 dicembre 2006 | 9 aprile 2007    |
| 9  | What About True Confessions...        | Confessioni                   | 18 dicembre 2006 | 16 aprile 2007   |
| 10 | What About The Tangeled Web...        | L'intricata tela del ragno    | 8 gennaio 2007   | 23 aprile 2007   |
| 11 | What About The Exes...                | A proposito di ex             | 15 gennaio 2007  | 30 aprile 2007   |
| 12 | What About Marjorie...                | A proposito di Marjorie       | 22 gennaio 2007  | 7 maggio 2007    |
| 13 | What About the Lake House...          | La casa sul lago              | 29 gennaio 2007  | 14 maggio 2007   |
| 14 | What About Finding Your Place...      | Trovare il proprio spazio     | 12 febbraio 2007 | 21 maggio 2007   |
| 15 | What About Temptations...             | Tentazioni                    | 19 febbraio 2007 | 28 maggio 2007   |
| 16 | What About Strange Bedfellows...      | Strani compagni di letto      | 5 marzo 2007     | 4 giugno 2007    |
| 17 | What About All That Glitters...       | L'apparenza inganna           | 12 marzo 2007    | 11 giugno 2007   |
| 18 | What About Secret Lovers...           | Amanti segreti                | 19 marzo 2007    | 18 giugno 2007   |
| 19 | What About Calling all Friends...     | Chiamiamo tutti gli amici     | 26 marzo 2007    | 25 giugno 2007   |